# Distretto rurale di Shinyanga
Il distretto rurale di Shinyanga è un distretto della Tanzania situato nella regione di Shinyanga. È suddiviso in 26 circoscrizioni (wards) e conta una popolazione di 334 417 abitanti (censimento 2012).
Elenco delle circoscrizioni:
- Bukene
- Didia
- Ilola
- Imesela
- Iselamagazi
- Itwangi
- Lyabukande
- Lyabusalu
- Lyamidati
- Masengwa
- Mwakitolyo
- Mwalukwa
- Mwamala
- Mwantini
- Mwenge
- Nsalala
- Nyamalogo
- Nyida
- Pandagichiza
- Puni
- Salawe
- Samuye
- Solwa
- Tinde
- Usanda
- Usule